# En fremmed flytter ind
En fremmed flytter ind er en dansk dokumentarfilm fra 2017, som er instrueret af Nicole N. Horanyi. Den bygger over podcasten I Et Forhold Med..., som er blevet produceret af Third Ear.

## Handling
Amanda støder på Casper på Facebook. Han er arving til Augustinusfonden, fraskilt, har en datter han ikke må se – og et kompliceret forhold til sin ekstremt rige familie. Det er derfor Casper ender med at flytte ind til Amanda, som bor med sin lille datter i en lejlighed i Hvidovre. Der går 3 måneder, før Amanda en dag opdager, at intet, Casper fortæller om sig selv, er rigtigt. I virkeligheden hedder Casper noget helt andet, er bistandsklient og bor i kælderen under sine bedsteforældres hus i Præstbro i Nordjylland. Men hvordan kunne Amanda være så blind? Hvordan kunne hun lade sig forføre så grundigt? Da Amanda sætter sig for at finde ud af, hvem det er hun har finder hun samtidig ud af, at hun langt fra er den eneste, der er faldet for Caspers charme.